# El informe Pelícano (película)
El informe Pelícano (título original: The Pelican Brief) es una película estadounidense de 1993, escrita, producida y dirigida por Alan J. Pakula, e interpretada por Julia Roberts, Denzel Washington y Sam Shepard en los papeles principales. Está basada en la novela homónima de John Grisham de 1992.
Fue galardonada con el premio ASCAP en 1994 (James Horner).

## Sinopsis
Dos jueces, Rosenberg y Jensen, de la Corte Suprema de los Estados Unidos han sido asesinados misteriosamente y el país está conmocionado por ello. Esos crímenes son luego investigados por el FBI, pero no hay huella de los asesinos. Entonces, una estudiante de derecho de la Universidad Tulane, Darby Shaw, elabora una teoría sobre los asesinatos, que apunta a una conspiración y lo entrega al FBI. Los autores de los crímenes se enteran del luego llamado Informe Pelícano y comienzan a perseguirla para matarla, logrando asesinar a su novio, Thomas Callahan, profesor de Tulane y otros personajes que se interponían en su camino.
Por ello Darby tiene que esconderse. Desde su refugio llama a un periodista, Gray Grantham, que antes recibió información sobre los asesinatos de una persona anónima, "García", lo que le motiva a involucrarse de lleno en la investigación. Ambos comienzan entonces una lucha para destapar la conspiración, enfrentándose a poderosos y siniestros personajes, implicando a la Casa Blanca, el FBI, la CIA, despachos de prominentes abogados y un especulador petrolero multimillonario llamado Victor Mattiece, que lo orquestó todo para poder tener en la Corte Suprema a jueces amigos de un gran proyecto petrolero que quiere ejecutar, el cual estaba siendo amenazado por un grupo medioambiental que quería proteger a unos pelícanos que estaban cerca de la extinción, y con el que quiere ganar muchísimo dinero.
Finalmente consiguen encontrar a García, que es en realidad un abogado llamado Curtis Morgan. Resulta que se enteró por casualidad de la conspiración al toparse con una prueba de ello en su despacho de abogados, por lo que luego fue asesinado. Sin embargo, hizo una copia y dejó un mensaje escrito y grabado junto con la copia de la prueba para que saliese a la luz a través de su mujer si él muriese. 
Ella entrega todo a ambos cuando se entera de todo a través de ellos, y a continuación sacan todo a la luz por la prensa. Victor Mattiece, cuatro abogados y cuatro ayudantes son arrestados y el presidente, amigo de Mattiece, que fue también su mayor contribuyente para su elección a la presidencia, no puede presentarse a la reelección, mientras que Fletcher Coal, el subordinado del Presidente y conocedor de todo ello y también orquestador de actos corruptos en favor del Presidente, tiene que dimitir para salvar a su superior. Darby, mientras tanto, es llevado por el FBI, que puede actuar ahora con libertad, a un sitio seguro. Graham se vuelve famoso y se insinúa que ambos se han enamorado por lo ocurrido.

## Reparto
- Julia Roberts - Darby Shaw
- Denzel Washington - Gray Grantham
- Sam Shepard - Thomas Callahan
- John Heard - Gavin Verheek
- Tony Goldwyn - Fletcher Coal
- James B. Sikking - Denton Voyles
- William Atherton - Bob Gminski
- Robert Culp - Presidente Runyan
- Stanley Tucci - Khamel "Sam"
- Hume Cronyn - Juez Rosenberg
- John Lithgow - Smith Keen
- Cynthia Nixon - Alice Stark
- Ralph Cosham - Juez Jensen
- Jake Weber - Curtis Morgan - "García"

## Producción
La película se rodó en Nueva Orleans y Washington. Allí se filmó en el auténtico Tribunal Supremo de los EE. UU., para cuyo rodaje se emplearon a 1.500 extras, en el patio del edificio Edgar Hoover, sede oficial del FBI y  en la auténtica facultad de derecho de la universidad de Georgetown, la mayor escuela jurídica de los Estados Unidos. Solo el interior de la Casa Blanca no fue filmado allí mientras que, adicionalmente, los decorados que simulan el interior de la casa Blanca son falsos. Cabe también mencionar que el Despacho Oval que aparece en la película es el mismo que se había reconstruido meses atrás para la película Dave, presidente por un día.

## Recepción
La película se estrenó en los Estados Unidos el 17 de diciembre de 1993 y en España el 25 de marzo de 1994. Fue un éxito de taquilla y ocupó el octavo rango en éxito de taquilla de ese año. Finalmente también consolidó las carreras de Julia Roberts y Denzel Washington. Según El País, la película es una entretenida intriga, que no pierde a lo largo de su metraje ni un ápice de emoción y, según Decine21, la película, además de ser una intriga política bien construida, goza del habitual empaque de producciones de este tipo con una fotografía impecable en cualquier aspecto.

## Premios
- Premios ASCAP: Un Premio
- Premios MTV: 2 Nominaciones